# Stanley Cup playoff 2008
I playoff della Stanley Cup 2008 del campionato NHL 2007-2008 hanno avuto inizio il 10 aprile 2008. Le sedici squadre qualificate per i playoff, otto da ciascuna Conference, hanno giocato una serie di partite al meglio di sette per i quarti di finale, semifinali e finali di Conference. I vincitori delle due Conference hanno disputato una serie di partite al meglio di sette per la conquista della Stanley Cup. I campioni di ciascuna Division conservarono il proprio ranking per l'intera durata dei playoff, mentre le altre squadre furono ricollocate nella graduatoria dopo ciascun turno.
Le Finals si conclusero il 4 giugno con il successo dei Detroit Red Wings contro i Pittsburgh Penguins con il punteggio di 4-2. Si trattò dell'undicesimo successo, il loro quarto nelle ultime undici stagioni. L'ala svedese dei Red Wings Henrik Zetterberg fu premiato con il Conn Smythe Trophy come miglior giocatore dei playoff. Sidney Crosby ed Henrik Zetteberg conclusero i playoff entrambi con 27 punti.

## Squadre partecipanti

### Eastern Conference
1. Montreal Canadiens - vincitori della Northeast Division e della stagione regolare nella Eastern Conference, 104 punti
2. Pittsburgh Penguins - vincitori della Atlantic Division, 102 punti
3. Washington Capitals - vincitori della Southeast Division, 94 punti
4. New Jersey Devils - 99 punti
5. New York Rangers - 97 punti
6. Philadelphia Flyers - 95 punti
7. Ottawa Senators - 94 punti
8. Boston Bruins - 94 punti

### Western Conference
1. Detroit Red Wings - vincitori della Central Division, della stagione regolare nella Western Conference e del Presidents' Trophy, 115 punti
2. San Jose Sharks - primi nella Pacific Division, 108 punti
3. Minnesota Wild - primi nella Northwest Division, 98 punti
4. Anaheim Ducks - 102 punti
5. Dallas Stars - 97 punti
6. Colorado Avalanche - 95 punti
7. Calgary Flames - 94 punti
8. Nashville Predators - 91 punti

### Tabellone
In ciascun turno la squadra con il ranking più alto si sfidò con quella dal posizionamento più basso, usufruendo anche del vantaggio del fattore campo. Nella finale di Stanley Cup il fattore campo fu determinato dai punti ottenuti in stagione regolare dalle due squadre. Ciascuna serie, al meglio delle sette gare, seguì il formato 2–2–1–1–1: la squadra migliore in stagione regolare avrebbe disputato in casa Gara-1 e 2, (se necessario anche Gara-5 e 7), mentre quella posizionata peggio avrebbe giocato nel proprio palazzetto Gara-3 e 4 (se necessario anche Gara-6).
|  | Quarti di finale Conference | Quarti di finale Conference                      | Quarti di finale Conference |   |                     | Semifinali Conference | Semifinali Conference | Semifinali Conference |                    |                    | Finali Conference   | Finali Conference  | Finali Conference  |  |  | Finale Stanley Cup | Finale Stanley Cup | Finale Stanley Cup |
|  |                             |                                                  |                             |   |                     |                       |                       |                       |                    |                    |                     |                    |                    |  |  |                    |                    |                    |
|  | 1                           | Montreal Canadiens                               | 4                           |   |                     | 1                     | Montreal Canadiens    | 1                     |                    |                    |                     |                    |                    |  |  |                    |                    |                    |
|  | 8                           | Boston Bruins                                    | 3                           |   |                     | 6                     | Philadelphia Flyers   | 4                     |                    |                    |                     |                    |                    |  |  |                    |                    |                    |
|  |                             |                                                  |                             |   |                     |                       |                       |                       |                    |                    |                     |                    |                    |  |  |                    |                    |                    |
|  | 2                           | Pittsburgh Penguins                              | 4                           |   |                     |                       |                       |                       | Eastern Conference | Eastern Conference | Eastern Conference  | Eastern Conference | Eastern Conference |  |  |                    |                    |                    |
|  | 2                           | Pittsburgh Penguins                              | 4                           |   |                     |                       |                       |                       | Eastern Conference | Eastern Conference | Eastern Conference  | Eastern Conference | Eastern Conference |  |  |                    |                    |                    |
|  | 7                           | Ottawa Senators                                  | 0                           |   |                     |                       |                       |                       |                    |                    |                     |                    |                    |  |  |                    |                    |                    |
|  | 7                           | Ottawa Senators                                  | 0                           |   |                     |                       |                       |                       |                    | 6                  | Philadelphia Flyers | 1                  |                    |  |  |                    |                    |                    |
|  |                             |                                                  |                             |   |                     |                       |                       |                       |                    | 6                  | Philadelphia Flyers | 1                  |                    |  |  |                    |                    |                    |
|  |                             | 2                                                | Pittsburgh Penguins         | 4 |                     |                       |                       |                       |                    |                    |                     |                    |                    |  |  |                    |                    |                    |
|  | 3                           | 2                                                | Pittsburgh Penguins         | 4 | Washington Capitals | 3                     |                       |                       |                    |                    |                     |                    |                    |  |  |                    |                    |                    |
|  | 3                           |                                                  |                             |   | Washington Capitals | 3                     |                       |                       |                    |                    |                     |                    |                    |  |  |                    |                    |                    |
|  | 6                           | Philadelphia Flyers                              | 4                           |   |                     |                       |                       |                       |                    |                    |                     |                    |                    |  |  |                    |                    |                    |
|  | 6                           | Philadelphia Flyers                              | 4                           |   |                     |                       |                       |                       |                    |                    |                     |                    |                    |  |  |                    |                    |                    |
|  |                             |                                                  |                             |   |                     |                       |                       |                       |                    |                    |                     |                    |                    |  |  |                    |                    |                    |
|  |                             |                                                  |                             |   |                     |                       |                       |                       |                    |                    |                     |                    |                    |  |  |                    |                    |                    |
|  | 4                           | New Jersey Devils                                | 1                           |   | 2                   | Pittsburgh Penguins   | 4                     |                       |                    |                    |                     |                    |                    |  |  |                    |                    |                    |
|  | 4                           | New Jersey Devils                                | 1                           |   | 2                   | Pittsburgh Penguins   | 4                     |                       |                    |                    |                     |                    |                    |  |  |                    |                    |                    |
|  | 5                           | New York Rangers                                 | 4                           |   |                     | 5                     | New York Rangers      | 1                     |                    |                    |                     |                    |                    |  |  |                    |                    |                    |
|  | 5                           | New York Rangers                                 | 4                           |   |                     |                       |                       |                       |                    | E2                 | Pittsburgh Penguins | 2                  |                    |  |  |                    |                    |                    |
|  |                             | (Accoppiamenti ristabiliti dopo il primo turno.) |                             |   |                     |                       |                       |                       |                    | E2                 | Pittsburgh Penguins | 2                  |                    |  |  |                    |                    |                    |
|  |                             | W1                                               | Detroit Red Wings           | 4 |                     |                       |                       |                       |                    |                    |                     |                    |                    |  |  |                    |                    |                    |
|  | 1                           | W1                                               | Detroit Red Wings           | 4 | Detroit Red Wings   | 4                     |                       |                       | 1                  | Detroit Red Wings  | 4                   |                    |                    |  |  |                    |                    |                    |
|  | 1                           |                                                  |                             |   | Detroit Red Wings   | 4                     |                       |                       | 1                  | Detroit Red Wings  | 4                   |                    |                    |  |  |                    |                    |                    |
|  | 8                           | Nashville Predators                              | 2                           |   |                     | 6                     | Colorado Avalanche    | 0                     |                    |                    |                     |                    |                    |  |  |                    |                    |                    |
|  | 8                           | Nashville Predators                              | 2                           |   |                     | 6                     | Colorado Avalanche    | 0                     |                    |                    |                     |                    |                    |  |  |                    |                    |                    |
|  |                             |                                                  |                             |   |                     |                       |                       |                       |                    |                    |                     |                    |                    |  |  |                    |                    |                    |
|  | 2                           | San Jose Sharks                                  | 4                           |   |                     |                       |                       |                       |                    |                    |                     |                    |                    |  |  |                    |                    |                    |
|  | 2                           | San Jose Sharks                                  | 4                           |   |                     |                       |                       |                       |                    |                    |                     |                    |                    |  |  |                    |                    |                    |
|  | 7                           | Calgary Flames                                   | 3                           |   |                     |                       |                       |                       |                    |                    |                     |                    |                    |  |  |                    |                    |                    |
|  | 7                           | Calgary Flames                                   | 3                           |   |                     |                       |                       |                       | 1                  | Detroit Red Wings  | 4                   |                    |                    |  |  |                    |                    |                    |
|  |                             |                                                  |                             |   |                     |                       |                       |                       | 1                  | Detroit Red Wings  | 4                   |                    |                    |  |  |                    |                    |                    |
|  |                             | 5                                                | Dallas Stars                | 2 |                     |                       |                       |                       |                    |                    |                     |                    |                    |  |  |                    |                    |                    |
|  | 3                           | 5                                                | Dallas Stars                | 2 | Minnesota Wild      | 2                     |                       |                       |                    |                    |                     |                    |                    |  |  |                    |                    |                    |
|  | 3                           |                                                  |                             |   | Minnesota Wild      | 2                     |                       |                       |                    |                    |                     |                    |                    |  |  |                    |                    |                    |
|  | 6                           | Colorado Avalanche                               | 4                           |   |                     |                       |                       |                       |                    |                    | Western Conference  | Western Conference | Western Conference |  |  |                    |                    |                    |
|  | 6                           | Colorado Avalanche                               | 4                           |   |                     |                       |                       |                       |                    |                    | Western Conference  | Western Conference | Western Conference |  |  |                    |                    |                    |
|  |                             |                                                  |                             |   |                     |                       |                       |                       |                    |                    |                     |                    |                    |  |  |                    |                    |                    |
|  | 4                           | Anaheim Ducks                                    | 2                           |   | 2                   | San Jose Sharks       | 2                     |                       |                    |                    |                     |                    |                    |  |  |                    |                    |                    |
|  | 4                           | Anaheim Ducks                                    | 2                           |   | 2                   | San Jose Sharks       | 2                     |                       |                    |                    |                     |                    |                    |  |  |                    |                    |                    |
|  | 5                           | Dallas Stars                                     | 4                           |   |                     | 5                     | Dallas Stars          | 4                     |                    |                    |                     |                    |                    |  |  |                    |                    |                    |

## Eastern Conference

### Quarti di finale di Conference

#### Montreal - Boston
| Arbitri: | Kerry Fraser Dan Marouelli |

|             |           |                                                                       |
| Hnidy 08:34 | Marcatori | 00:34 S. Kascicyn 02:02 A. Kascicyn 25:16 Smolinski 47:24 Kostopoulos |

| Arbitri: | Paul Devorski Mike Leggo |

|                             |           |                                               |
| Schaefer 43:58 Krejčí 49:34 | Marcatori | 18:30 Hamrlík 21:50 S. Kascicyn 62:30 Kovalëv |

| Arbitri: | Bill McCreary Greg Kimmerly |

|                   |           |                          |
| Kostopoulos 24:26 | Marcatori | 06:30 Lucic 69:25 Savard |

| Arbitri: | Mike Hasenfratz Don VanMassenhoven |

|                 |           |  |
| Brisebois 39:18 | Marcatori |  |

| Arbitri: | Don Koharski Kelly Sutherland |

|                                                                     |           |               |
| Kessel 27:45 Metropolit 43:31 Chára 45:49 Sturm 55:13 Sobotka 57:48 | Marcatori | 09:47 Kovalëv |

| Arbitri: | Brad Watson Wes McCauley |

|                                                   |           |                                                          |
| Higgins 09:44 55:56 Plekanec 27:43 Bouillon 50:04 | Marcatori | 21:54 55:45 Kessel 43:13 Sobotka 52:13 Lucic 57:23 Sturm |

| Arbitri: | Kevin Pollock Bill McCreary |

|  |           |                                                                        |
|  | Marcatori | 03:31 Komisarek 30:45 Streit 35:13 57:58 A. Kascicyn 59:52 S. Kascicyn |

#### Pittsburgh - Ottawa
| Arbitri: | Brad Watson Wes McCauley |

|  |           |                                               |
|  | Marcatori | 01:08 58:25 Roberts 12:28 Sýkora 53:58 Malkin |

| Arbitri: | Dennis LaRue Kevin Pollock |

|                                         |           |                                                    |
| Donovan 31:25 Stillman 36:11 Bass 48:51 | Marcatori | 16:10 Gončar 25:22 30:52 Sýkora 58:58 59:53 Malone |

| Arbitri: | Paul Devorski Mike Leggo |

|                                                      |           |               |
| Talbot 25:39 Crosby 40:12 J. Staal 41:30 Hossa 48:55 | Marcatori | 21:11 Foligno |

| Arbitri: | Bill McCreary Kevin Pollock |

|                                       |           |                |
| Malkin 21:40 Ruutu 35:28 Crosby 59:52 | Marcatori | 30:31 Stillman |

#### Washington - Philadelphia
| Arbitri: | Brad Watson Wes McCauley |

|                                        |           |                                                              |
| Prospal 08:17 32:19 Brière 31:46 35:22 | Marcatori | 03:16 Brashear 24:08 Steckel 41:50 46:26 Green 55:28 Ovečkin |

| Arbitri: | Dave Jackson Chris Rooney |

|                             |           |  |
| Umberger 05:53 Carter 15:17 | Marcatori |  |

| Arbitri: | Don Koharski Kelly Sutherland |

|                                    |           |                                                                                |
| Fehr 17:21 Green 27:28 Laich 55:26 | Marcatori | 16:10 39:50 Brière 18:26 Hartnell 18:43 Kapanen 57:01 M. Richards 58:55 Knuble |

| Arbitri: | Mike Hasenfratz Don VanMassenhoven |

|                                           |           |                                              |
| Bäckström 02:41 Sëmin 12:59 Eminger 25:26 | Marcatori | 00:42 18:33 Carter 50:01 Brière 86:40 Knuble |

| Arbitri: | Dennis LaRue Kevin Pollock |

|                             |           |                                           |
| Prospal 32:35 Hatcher 55:17 | Marcatori | 07:31 Bäckström 21:25 Fёdorov 54:33 Sëmin |

| Arbitri: | Marc Joannette Tim Peel |

|                                                 |           |                                |
| Bäckström 29:34 Sëmin 38:03 Ovečkin 42:46 50:41 | Marcatori | 03:49 M. Richards 21:18 Brière |

| Arbitri: | Paul Devorski Don Koharski |

|                                         |           |                               |
| Upshall 15:38 Kapanen 29:47 Lupul 66:06 | Marcatori | 05:42 Bäckström 35:29 Ovečkin |

#### New Jersey - NY Rangers
| Arbitri: | Greg Kimmerly Bill McCreary |

|                                                       |           |              |
| Shanahan 21:45 Callahan 47:23 Avery 57:07 Dawes 59:55 | Marcatori | 34:14 Martin |

| Arbitri: | Dave Jackson Chris Rooney |

|                        |           |              |
| Jágr 44:26 Avery 44:49 | Marcatori | 58:37 Madden |

| Arbitri: | Mike Hasenfratz Don VanMassenhoven |

|                                                    |           |                                  |
| Brylin 03:01 Eliáš 32:56 Parise 35:19 Madden 66:01 | Marcatori | 12:17 40:55 Dubinsky 26:50 Avery |

| Arbitri: | Kevin Pollock Dennis LaRue |

|                                |           |                                                           |
| Eliáš 20:31 26:58 Mottau 44:37 | Marcatori | 12:37 59:47 Gomez 22:53 Straka 32:39 Drury 56:47 M. Staal |

| Arbitri: | Kerry Fraser Dan Marouelli |

|                                                                  |           |                                         |
| Rozsíval 04:58 Jágr 06:38 Gomez 18:01 Drury 25:35 Dubinsky 59:00 | Marcatori | 04:40 Gionta 29:26 Salvador 33:50 Eliáš |

### Semifinali di Conference

#### Montreal - Philadelphia
| Arbitri: | Mike Hasenfratz Don VanMassenhoven |

|                                       |           |                                                         |
| Umberger 13:15 Dowd 16:49 Lupul 40:19 | Marcatori | 29:44 A. Kascicyn 36:53 39:31 Kovalëv 60:48 Kostopoulos |

| Arbitri: | Paul Devorski Mike Leggo |

|                                                |           |                          |
| Umberger 05:53 57:39 Carter 08:39 Brière 33:33 | Marcatori | 16:18 Koivu 41:26 Markov |

| Arbitri: | Marc Joannette Brad Watson |

|                            |           |                                                |
| Plekanec 47:29 Koivu 48:41 | Marcatori | 27:04 Upshall 35:12 M. Richards 38:19 Umberger |

| Arbitri: | Bill McCreary Kevin Pollock |

|                            |           |                                                  |
| Plekanec 52:59 Koivu 53:36 | Marcatori | 39:37 59:58 Umberger 46:47 Hartnell 56:22 Brière |

| Arbitri: | Don Koharski Kelly Sutherland |

|                                                                               |           |                                                              |
| Umberger 10:20 35:44 Richards 34:02 Hartnell 37:00 Upshall 56:56 Knuble 59:10 | Marcatori | 04:29 Plekanec 11:28 Kovalëv 28:15 Higgins 42:13 A. Kascicyn |

#### Pittsburgh - NY Rangers
| Arbitri: | Don Koharski Kelly Sutherland |

|                                                  |           |                                                                |
| Straka 13:40 Drury 21:52 Avery 23:37 Gomez 50:04 | Marcatori | 28:13 Ruutu 28:27 Dupuis 44:40 Hossa 45:00 Sýkora 58:19 Malkin |

| Arbitri: | Dan O'Halloran Tim Peel |

|  |           |                           |
|  | Marcatori | 33:55 J. Staal 59:43 Hall |

| Arbitri: | Mike Leggo Paul Devorski |

|                                                           |           |                                        |
| Hossa 01:02 Laraque 16:17 Malkin 17:41 37:53 Malone 42:30 | Marcatori | 14:32 Straka 32:07 Callahan 33:11 Jágr |

| Arbitri: | Bill McCreary Kevin Pollock |

|  |           |                                 |
|  | Marcatori | 32:45 59:46 Jágr 40:44 Dubinsky |

| Arbitri: | Marc Joannette Brad Watson |

|                              |           |                                |
| Korpikoski 42:03 Dawes 43:25 | Marcatori | 28:45 67:10 Hossa 32:40 Malkin |

### Finale di Conference

#### Pittsburgh - Philadelphia
| Arbitri: | Paul Devorki Mike Hasenfratz |

|                         |           |                                              |
| M. Richards 08:30 12:30 | Marcatori | 06:19 Sýkora 14:11 Crosby 19:53 24:50 Malkin |

| Arbitri: | Kelly Sutherland Dan O'Halloran |

|                                |           |                                                      |
| Carter 25:46 M. Richards 39:36 | Marcatori | 10:48 Crosby 33:43 Hossa 48:51 Talbot 59:31 J. Staal |

| Arbitri: | Bill McCreary Kevin Pollock |

|                                              |           |                |
| Whitney 05:03 Hossa 07:48 59:46 Malone 49:58 | Marcatori | 10:59 Umberger |

| Arbitri: | Brad Watson Marc Joannette |

|                      |           |                                             |
| J. Staal 43:16 54:11 | Marcatori | 08:27 59:27 Lupul 11:48 Brière 18:50 Carter |

| Arbitri: | Paul Devorski Mike Hasenfratz |

|  |           |                                                                         |
|  | Marcatori | 02:30 31:42 Malone 09:50 Malkin 28:24 Hossa 39:02 J. Staal 44:03 Dupuis |

## Western Conference

### Quarti di finale di Conference

#### Detroit - Nashville
| Arbitri: | Paul Devorski Mike Leggo |

|              |           |                                      |
| Tootoo 37:47 | Marcatori | 05:58 Franzén 46:54 59:41 Zetterberg |

| Arbitri: | Kerry Fraser Dan Marouelli |

|                            |           |                                                           |
| Radulov 22:19 Tootoo 23:20 | Marcatori | 02:26 McCarty 20:39 Lidström 25:00 Draper 50:03 Holmström |

| Arbitri: | Kevin Pollock Dennis LaRue |

|                                        |           |                                                                 |
| Draper 08:56 Hudler 29:12 Dacjuk 40:40 | Marcatori | 32:53 Radulov 35:01 Legwand 56:03 Suter 56:12 Arnott 59:39 Erat |

| Arbitri: | Greg Kimmerly Bill McCreary |

|                    |           |                                          |
| Dacjuk 26:24 43:23 | Marcatori | 05:18 Hamhuis 05:50 Weber 26:35 de Vries |

| Arbitri: | Dan O'Halloran Eric Furlatt |

|            |           |                              |
| Bonk 19:16 | Marcatori | 04:20 Filppula 61:48 Franzén |

| Arbitri: | Marc Joannette Tim Peel |

|                                            |           |  |
| Lidström 33:44 Hudler 43:52 Rafalski 59:55 | Marcatori |  |

#### San Jose - Calgary
| Arbitri: | Kelly Sutherland Don Koharski |

|                                 |           |                   |
| Yelle 02:47 36:21 Phaneuf 05:17 | Marcatori | 06:06 59:03 Clowe |

| Arbitri: | Marc Joannette Tim Peel |

|  |           |                               |
|  | Marcatori | 24:56 Pavelski 38:09 Mitchell |

| Arbitri: | Eric Furlatt Dan O'Halloran |

|                                        |           |                                                      |
| Clowe 01:31 Marleau 03:19 Murray 03:33 | Marcatori | 13:22 Iginla 30:14 Langkow 41:18 Phaneuf 56:15 Nolan |

| Arbitri: | Brad Watson Wes McCauley |

|                                           |           |                            |
| Clowe 30:56 Cheechoo 55:06 Thornton 59:50 | Marcatori | 03:19 Iginla 38:29 Phaneuf |

| Arbitri: | Paul Devorski Mike Leggo |

|                                       |           |                                                   |
| Iginla 24:30 Langkow 49:06 Moss 58:43 | Marcatori | 33:32 Pavelski 38:07 Marleau 44:52 48:23 Cheechoo |

| Arbitri: | Don VanMassenhoven Mike Hasenfratz |

|  |           |                           |
|  | Marcatori | 11:33 Nolan 39:03 Langkow |

| Arbitri: | Dan O'Halloran Brad Watson |

|                                        |           |                                                                   |
| Iginla 12:23 Nolan 23:33 Primeau 45:18 | Marcatori | 10:57 Thornton 26:04 29:04 Roenick 34:01 Pavelski 34:53 Setoguchi |

#### Minnesota - Colorado
| Arbitri: | Mike Hasenfratz Don VanMassenhoven |

|                                     |           |                           |
| Sauer 21:29 Smyth 33:08 Sakic 71:11 | Marcatori | 53:02 Koivu 56:13 Fedoruk |

| Arbitri: | Eric Furlatt Dan O'Halloran |

|                             |           |                                        |
| Forsberg 17:06 Hejduk 59:16 | Marcatori | 41:37 Demitra 58:09 Koivu 61:14 Carney |

| Arbitri: | Marc Joannette Tim Peel |

|                                          |           |                            |
| Koivu 27:13 Rolston 31:32 Bouchard 71:58 | Marcatori | 15:19 Brunette 54:56 Sakic |

| Arbitri: | Dave Jackson Chris Rooney |

|             |           |                                                                    |
| Koivu 43:11 | Marcatori | 04:31 Brunette 05:37 Wolski 11:08 Arnason 27:42 Salej 36:44 Hejduk |

| Arbitri: | Brad Watson Wes McCauley |

|                                           |           |                              |
| Brunette 12:24 Wolski 45:06 Stastny 46:25 | Marcatori | 19:20 Bouchard 59:57 Rolston |

| Arbitri: | Paul Devorski Mike Leggo |

|             |           |                         |
| Voros 20:36 | Marcatori | 08:02 Guité 32:30 Smyth |

#### Anaheim - Dallas
| Arbitri: | Don Koharski Kelly Sutherland |

|                                                      |           |  |
| Ott 11:25 Eriksson 17:34 Lehtinen 23:58 Morrow 37:22 | Marcatori |  |

| Arbitri: | Marc Joannette Tim Peel |

|                                                                            |           |                          |
| Ribeiro 06:28 Lehtinen 21:28 Modano 45:47 B. Richards 46:42 Eriksson 54:36 | Marcatori | 23:41 Selänne 36:19 Moen |

| Arbitri: | Eric Furlatt Dan O'Halloran |

|                                                  |           |                    |
| Marchant 06:39 Getzlaf 10:09 Pronger 14:31 25:34 | Marcatori | 45:43 47:22 Morrow |

| Arbitri: | Dave Jackson Chris Rooney |

|                 |           |                                        |
| Schneider 59:52 | Marcatori | 16:39 Lundqvist 49:01 Barnes 57:17 Ott |

| Arbitri: | Greg Kimmerly Bill McCreay |

|                              |           |                                                                        |
| Norström 18:27 Ribeiro 44:41 | Marcatori | 08:25 Perry 31:03 Getzlaf 40:48 Selänne 52:05 O'Donnell 58:36 Marchant |

| Arbitri: | Dan O'Halloran Tim Peel |

|             |           |                                                        |
| Perry 22:11 | Marcatori | 41:18 Robidas 42:18 Barnes 57:42 Eriksson 59:56 Modano |

### Semifinali di Conference

#### Detroit - Colorado
| Arbitri: | Kevin Pollock Bill McCreary |

|                                        |           |                                                   |
| Stastny 08:53 Liles 25:17 Hejduk 36:29 | Marcatori | 09:46 Zetterberg 13:48 Cleary 17:23 21:13 Franzén |

| Arbitri: | Brad Watson Marc Joannette |

|                  |           |                                                           |
| Laperrière 42:38 | Marcatori | 04:22 24:04 48:47 Franzén 25:42 Filppula 30:11 Zetterberg |

| Arbitri: | Don Koharski Kelly Sutherland |

|                                                   |           |                                   |
| Dacjuk 12:14 26:36 Franzén 13:12 Zetterberg 32:24 | Marcatori | 05:17 McLeod 28:08 45:19 Brunette |

| Arbitri: | Mike Hasenfratz Don VanMassenhoven |

|                           |           |                                                                                         |
| Arnason 06:51 Liles 50:26 | Marcatori | 04:33 48:02 Samuelsson 18:34 Holmström 19:21 31:37 37:15 Franzén 22:15 25:45 Zetterberg |

#### San Jose - Dallas
| Arbitri: | Dan O'Halloran Tim Peel |

|                                 |           |                               |
| Modano 26:06 Morrow 09:09 64:39 | Marcatori | 24:50 Michálek 56:18 Cheechoo |

| Arbitri: | Don Koharski Kelly Sutherland |

|                                                                 |           |                               |
| Ribeiro 15:37 B. Richards 40:32 Modano 43:39 Hagman 53:55 58:45 | Marcatori | 10:13 Pavelski 34:54 Michálek |

| Arbitri: | Mike Hasenfratz Don VanMassenhoven |

|               |           |                            |
| Marleau 19:25 | Marcatori | 40:47 Zubov 64:37 Norström |

| Arbitri: | Brad Watson Marc Joannette |

|                              |           |                |
| Marleau 29:19 Michálek 43:26 | Marcatori | 25:25 Lehtinen |

| Arbitri: | Paul Devorski Mike Leggo |

|                             |           |                                              |
| Lehtinen 26:14 Morrow 39:04 | Marcatori | 46:20 Michálek 51:07 Campbell 61:05 Pavelski |

| Arbitri: | Dan O'Halloran Tim Peel |

|             |           |                               |
| Clowe 41:39 | Marcatori | 24:49 Miettinen 109:03 Morrow |

### Finale di Conference

#### Detroit - Dallas
| Arbitri: | Kevin Pollock Bill McCreary |

|              |           |                                                             |
| Morrow 38:53 | Marcatori | 04:28 Rafalski 15:34 Franzén 26:40 Holmström 35:37 Filppula |

| Arbitri: | Brad Watson Marc Joannette |

|               |           |                             |
| Robidas 10:41 | Marcatori | 05:56 Helm 15:13 Zetterberg |

| Arbitri: | Mike Hasenfratz Paul Devorski |

|                                                        |           |                                  |
| Dacjuk 09:27 15:50 57:19 Hudler 31:54 Zetterberg 41:38 | Marcatori | 15:13 Grossman 23:47 B. Richards |

| Arbitri: | Dan O'Halloran Kelly Sutherland |

|                  |           |                                          |
| Zetterberg 40:49 | Marcatori | 39:37 Eriksson 45:35 Modano 54:34 Morrow |

| Arbitri: | Kevin Pollock Bill McCreary |

|                             |           |              |
| Daley 09:20 Lundqvist 26:04 | Marcatori | 15:30 Hudler |

| Arbitri: | Marc Joannette Brad Watson |

|                                                        |           |               |
| Draper 03:45 Dacjuk 11:41 Drake 16:17 Zetterberg 23:11 | Marcatori | 42:07 Robidas |

## Finale Stanley Cup
La finale della Stanley Cup 2008 è stata una serie al meglio delle sette gare che ha determinato il campione della National Hockey League per la stagione 2007-08. I Detroit Red Wings hanno sconfitto i Pittsburgh Penguins in sei partite e si sono aggiudicati la Stanley Cup per l'undicesima volta della loro storia, secondi soltanto ai Montreal Canadiens e ai Toronto Maple Leafs.

## Statistiche

### Classifica marcatori
La seguente lista elenca i migliori marcatori al termine dei playoff.

| Giocatore         | Squadra             | PG | G  | A  | Pt | +/- | MP |
| ----------------- | ------------------- | -- | -- | -- | -- | --- | -- |
| Henrik Zetterberg | Detroit Red Wings   | 22 | 13 | 14 | 27 | +16 | 16 |
| Sidney Crosby     | Pittsburgh Penguins | 20 | 6  | 21 | 27 | +7  | 12 |
| Marián Hossa      | Pittsburgh Penguins | 20 | 12 | 14 | 26 | +8  | 12 |
| Pavel Dacjuk      | Detroit Red Wings   | 22 | 10 | 13 | 23 | +13 | 6  |
| Evgenij Malkin    | Pittsburgh Penguins | 20 | 10 | 12 | 22 | +3  | 24 |
| Johan Franzén     | Detroit Red Wings   | 16 | 13 | 5  | 18 | +13 | 14 |
| Mike Ribeiro      | Dallas Stars        | 18 | 3  | 14 | 17 | 0   | 16 |
| Daniel Brière     | Philadelphia Flyers | 17 | 9  | 7  | 16 | −3  | 20 |
| Ryan Malone       | Pittsburgh Penguins | 20 | 6  | 10 | 16 | +4  | 25 |
| R.J. Umberger     | Philadelphia Flyers | 17 | 10 | 5  | 15 | +7  | 10 |

### Classifica portieri
Questa è una tabella che combina i cinque migliori portieri dei playoff per media di gol subiti a gara con i cinque migliori portieri per percentuale di parate, con almeno 420 minuti disputati. La tabella è ordinata per la media gol subiti, e i criteri di inclusione sono in grassetto.

| Giocatore         | Squadra             | PG | Min     | V  | S | OTS | TC  | GS | SO | Sv%  | MGS  |
| ----------------- | ------------------- | -- | ------- | -- | - | --- | --- | -- | -- | ---- | ---- |
| Chris Osgood      | Detroit Red Wings   | 19 | 1159:57 | 14 | 4 | 1   | 430 | 30 | 3  | .930 | 1.55 |
| Marc-André Fleury | Pittsburgh Penguins | 20 | 1251:10 | 14 | 6 | 0   | 610 | 41 | 3  | .933 | 1.97 |
| Marty Turco       | Dallas Stars        | 18 | 1152:13 | 10 | 8 | 1   | 511 | 40 | 1  | .922 | 2.08 |
| Evgenij Nabokov   | San Jose Sharks     | 13 | 852:52  | 6  | 7 | 3   | 333 | 31 | 1  | .907 | 2.18 |
| Henrik Lundqvist  | New York Rangers    | 10 | 608:04  | 5  | 5 | 2   | 287 | 26 | 1  | .909 | 2.57 |
| Tim Thomas        | Boston Bruins       | 7  | 430:06  | 3  | 4 | 1   | 221 | 19 | 0  | 9.14 | 2.65 |